# Manilkara udoido
Manilkara udoido är en tvåhjärtbladig växtart som beskrevs av Ryozo Kanehira. Manilkara udoido ingår i släktet Manilkara och familjen Sapotaceae. Inga underarter finns listade i Catalogue of Life.